# سينثيا سانتانا
سينثيا سانتانا (بالإنجليزية: Cynthia Santana)‏ هي صحفية أمريكية، ولدت في 1969.